# غندمان (أيل غورك)
غندمان (بالفارسية: گندمان) هي قرية تقع في إيران في قسم أيل غورك الريفي. يقدر عدد سكانها بـ 107 نسمة بحسب إحصاء 2016.